# منقسر
منقسر (قزاقی: Меңкесер) یک دریاچه در استان قزاقستان شمالی کشور قزاقستان است.